# 니시테쓰신구역
니시테쓰신구역(일본어: 西鉄新宮駅)은 일본 후쿠오카현 가스야군 신구정 시모노후 5초메에 소재하는 서일본 철도 가이즈카 선의 역이다.
본 노선의 종착역이고, 가이즈카 선에서는 유일하게 후쿠오카시 바깥에 위치하는 역이다.

## 역사
- 1925년 7월 1일: 하카타 만 철도 기선의 신구 항(新宮港駅) 역으로 영업 개시.
- 1942년 9월 19일: 하카타 만 철도 기선이 큐슈 전기궤도에 합병됨.
- 1950년 5월 15일: 니시테쓰신구 역으로 역명 변경.
- 1978년: 역사 개축.
- 2007년 4월 1일: 당역 ~ 쓰야자키 역간 폐선으로 가이즈카 선의 종착역이 됨.
- 2017년 2월 1일: 역 번호 도입.

## 역 구조
1면 2선의 섬식 승강장을 갖는 지상역이다. 미야지다케 선의 부분 폐지 전에는 당역에서 CTC설비가 관리됐었으며, 보선 기계의 유치선도 있었다. 2007년 4월 1일의 미야지다케 선의 부분 폐지 당일에는 쓰야자키 방향에 차량 정지 부분이 설치되었다.

### 승강장
| 1・2 | ■ 가이즈카 선 | 가이즈카 방면 |

## 역 주변
2010년 3월 13일에 신구추오 역이 개업할 때까지는 신구 정에서 유일한 철도역이었고, 신구 정 사무소의 근처역이기도 하지만 신구 정의 중심 시가지는 후쿠오카 시의 경계부 부근으로 훗코다이마에 역 주변 지역에 형성되어 있다. 또한, 병행하는 도로인 국도 제495호선에서 약 600m가량 거리가 있으면서 역 주변은 주택이 있는 것에만 한정된다. 역에 인접한 곳에 무료 주차장이 있다.
미야지다케 선의 부분 폐지 이후, 2007년 4월 말까지 대체된 버스 정류장의 포장이 완료되고 간이 정류장이 아니지만 일반용 차량의 회전도 정비되고 있다. 역의 승강장에서 보이는 폐선 부지의 일부에는 현재 주택이 들어섰다. 그 안쪽에는 주차장이 있고 부근에는 폐선 전부터 설치된 선로에 쓰레기를 넣지 않도록 촉구하는 간판이 몇 개 남아 있다.

### 역 주변의 시설
- 신구 정 사무소 - 역전의 구・미야지다케 선에 병행하는 도로를 따라서 쓰야자키 방향으로 걸어간 뒤 사거리에서 우회전. 동쪽으로 약 1km.
- 후쿠오카 현립 신구 고등학교 - 정 사무소와 같은 루트로 도보 이동. 동쪽으로 약 900m.
- 후쿠오카 현립 후쿠오카 양호 학교 - 국도 제495호선 옆. 동쪽으로 약 900m.
- 신구 정립 신구 중학교 - 동쪽으로 약 600m.
- 신구 정립 신구 초등학교 - 남동쪽으로 약 750m.
- 신구하마 간이 우체국 - 서쪽으로 약 400m.

## 버스 노선
- 니시테쓰 버스 무나카타
  - ■5 (미야지다케 선 대체) 신구・미도리가하마 - 고가 - 후쿠마역 앞 - 미야지다케미야마에 - 쓰야자키 - 쓰야자키바시
- 신구 정 커뮤니티 버스 "마 링스"
  - 신구 정 사무소・훗코다이마에역・신구추오 역・아이지마 나루터・다치바나구치・자야 등, 정 내 각지

## 사진

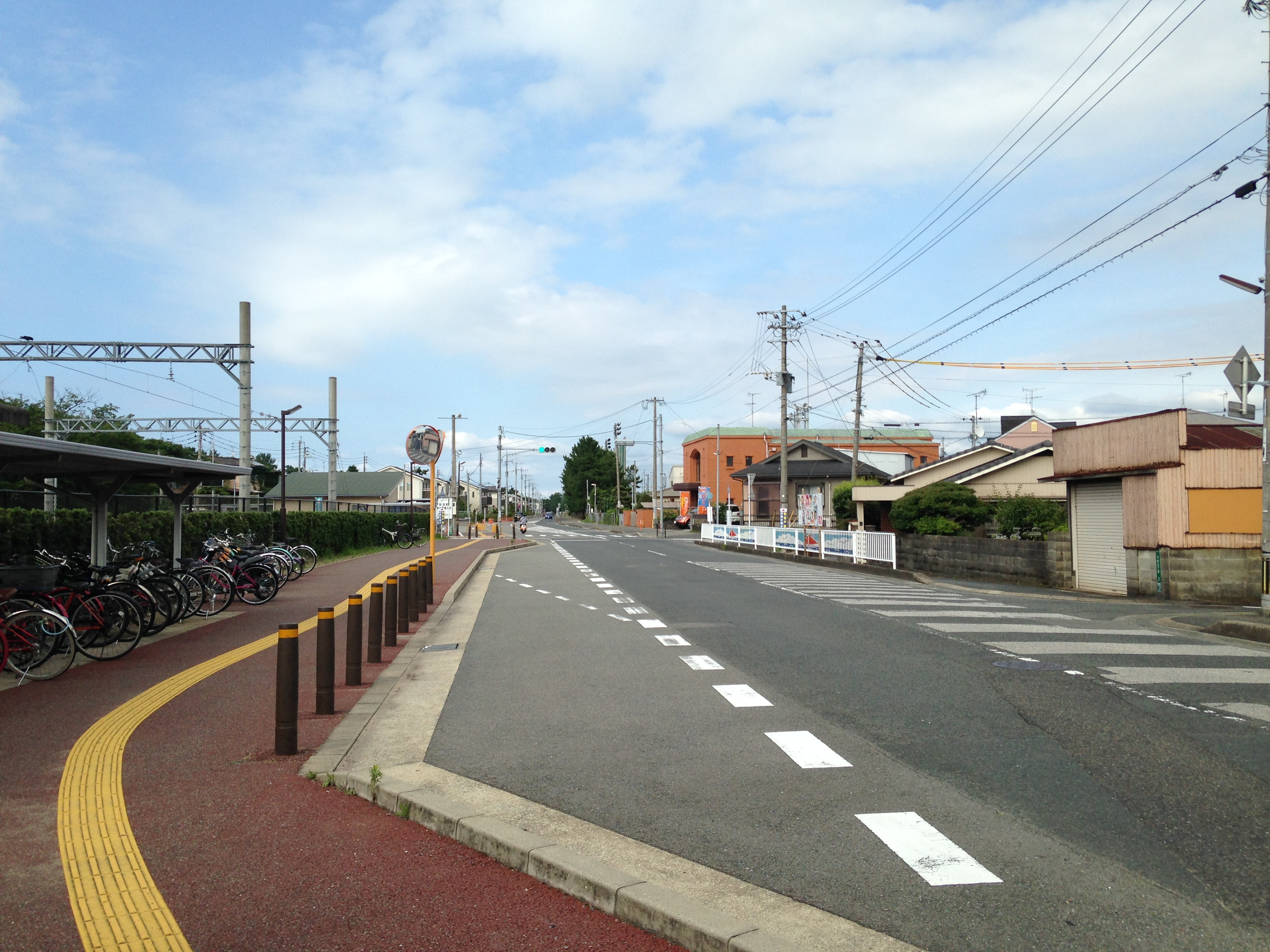
역전 로터리
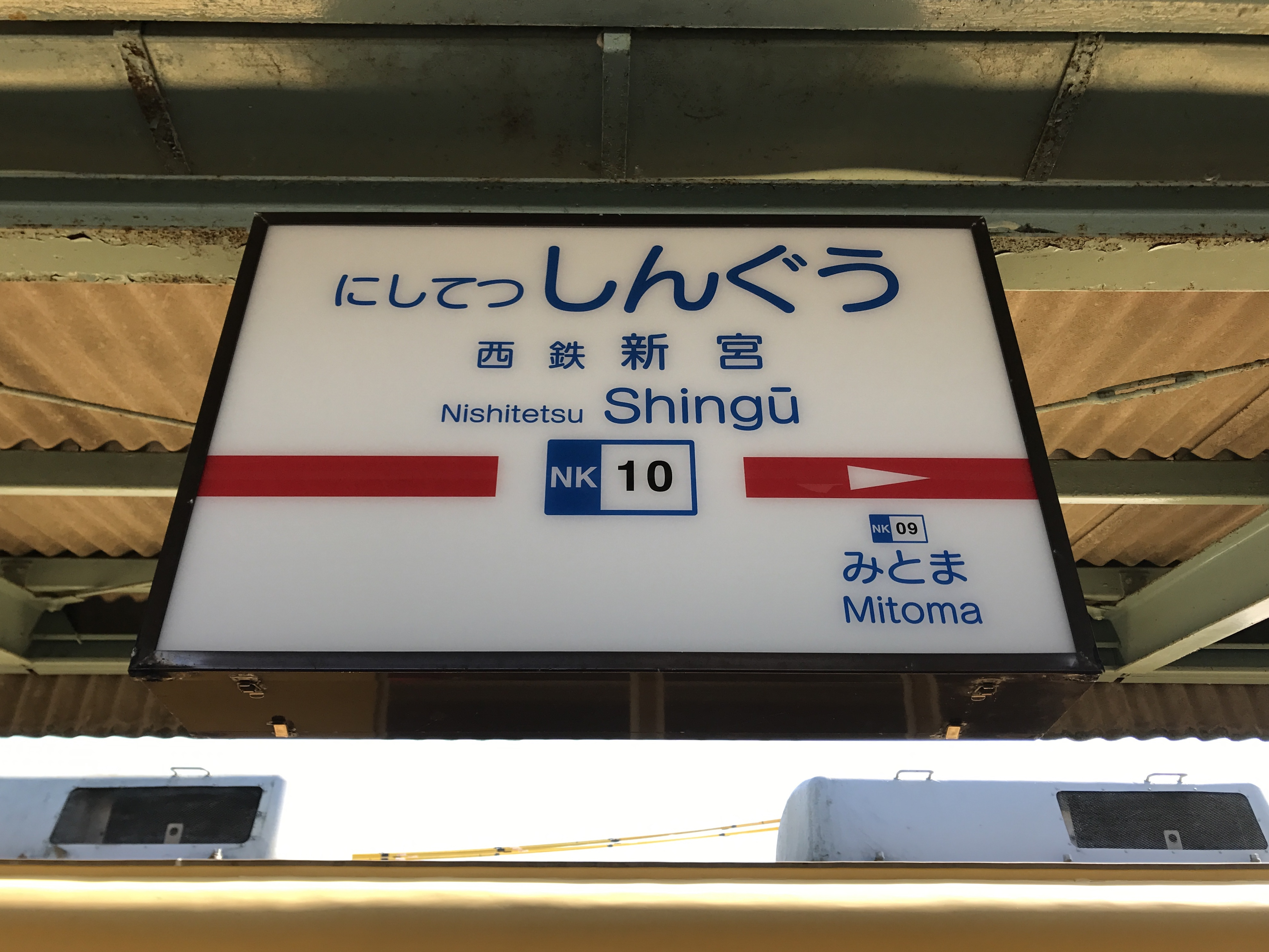
역명판
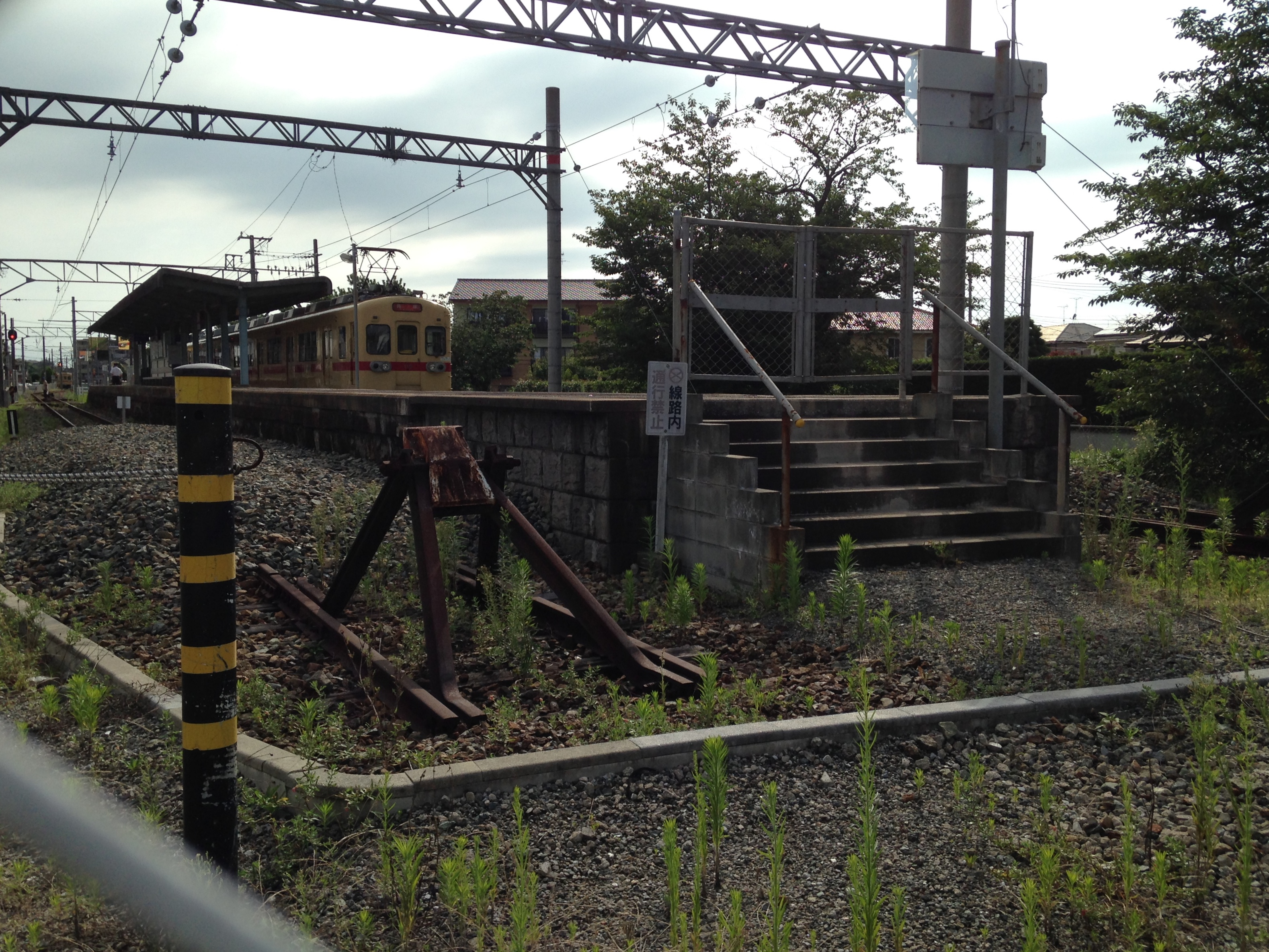
말단부

## 인접역
| 서일본 철도 ■ 가이즈카 선 | 서일본 철도 ■ 가이즈카 선 | 서일본 철도 ■ 가이즈카 선 |
| ------------------------- | ------------------------- | ------------------------- |
| NK09 미토마 가이즈카 방면 |                           | 시·종착역                 |